# Luca Devoti
Matt "Luca" Devoti (Verona, 2 de janeiro de 1963) é um velejador italiano, medalhista olímpico. Ele competiu nos Jogos Olímpicos de Verão de 2000 na classe Finn e conquistou a medalha de prata.
Ele também é construtor da Devoti Snipes. Além disso, esteve envolvido com o +39 Challenge na Louis Vuitton Cup de 2007.